# Idaea textaria
Idaea textaria is een vlinder uit de familie spanners (Geometridae). De wetenschappelijke naam is voor het eerst geldig gepubliceerd in 1861 door Lederer.
De soort komt voor in Europa.